# رابرت آدامز (عکاس)
رابرت آدامز (انگلیسی: Robert Adams؛ زادهٔ ۸ مهٔ ۱۹۳۷) عکاس اهل ایالات متحده آمریکا است.
شهرتش در عکاسی به دلیل گرفتن تصاویر سیاه و سفید از مناظر غرب آمریکا طی چهار دهه است. او در تصاویرش تأثیر فعالیت‌های انسانی را بر طبیعت نشان می‌دهد؛ اگرچه اغلب از موضوعات انسانی اجتناب می‌کند.
وی همچنین برندهٔ جوایزی همچون جایزه هاسلبلاد شده‌است.

## زندگی‌نامه
رابرت آدامز در سال ۱۹۳۷ در ایالت نیوجرسی، اورگن متولد شد. او در نوجوانی همراه با خانواده اش به کلورادو مهاجرت کرد.
آدامز در رشته عکاسی از دانشگاه ردلند کالیفرنیا مدرک کارشناسی و از دانشگاه کالیفرنیای جنوبی مدرک دکترا در رشته زبان انگلیسی کسب کرد. او جوایز زیادی را ازجمله جایزه فدراسیون John D. and Catherine T. MacArthur در سال ۱۹۹۴، جایزه بین‌المللی عکاسی اسپکتروم در سال ۱۹۹۵، جایزه عکاسی Deutsche Börse در سال ۲۰۰۵ کسب کرده‌است.
آدامز در مقالات اخیر خود با عنوان «چرا مردم عکس می‌گیرند» و ” زیبایی در تصویر” از نگرش‌های محافظه‌کارانه در عکاسی انتقاد می‌کند. از سال ۱۹۷۴ به مدت حدوداً پنج سال رابرت آدامز تجربه متفاوتی از عکاسی در شب داشت. برخی از کتاب‌های مشهور و منتشر شده او عبارتند از: محله‌های مسکونی و تجاری (۱۹۷۶)- بهشت (۱۹۹۹) – یادداشتهایی برای دوستان (۱۹۹۹)- غرب از کلمبیا (۱۹۹۵)- آنچه ما با خود می‌آوریم (۱۹۹۵).